# UEFA Super Cup 2023
UEFA Super Cup 2022-2023 var den 48. udgave af Super Cuppen. Den var egentlig planlagt til at blive afholdt på Ak Bars Arena i Kazan i Rusland, men grunder invasionen af Ukraine blev Rusland udelukket for noget Europæisk fodbold. Derfor blev det rykket til Karaiskakis Stadion i Piræus.

## Holdene
| Hold            | Kvalifikation                               | Tidligere deltagelser i turneringen (Vindere markeret med *) |
| --------------- | ------------------------------------------- | ------------------------------------------------------------ |
| Manchester City | Vinderne af UEFA Champions League 2022-2023 | Ingen                                                        |
| Sevilla         | Vinderne af UEFA Europa League 2022-2023    | 6(2006*,2014, 2015,2016, 2020)                               |

## Stadion
Original Stadion Valg
Ak Bars Arena i Kasan var oprindeligt valgt som stadion til lejligheden, men efter Ruslands invasion af Ukraine blev planerne ændret. De var blevet valgt oprindeligt af UEFAs udvælgnings komiteet til at være vært for kampen. Samme år som Albaniens fodbold komiteet havde fået et afslået bud omkring deres værtsstadion som ligger i Tirana.

## Kampen

### Resume
Manchester City var tæt på at åbne scoringen i det 8. minut, efter at et hovedstød fra Nathan Aké blev reddet af Yassine Bounou . Jack Grealish havde også en indsats uden for straffesparksfeltet, som Bounou reddede i det 17. minut. I det 25. minut tog Sevilla føringen efter et indlæg i straffesparksfeltet af Marcos Acuña fandt vej videre til hovedet på Youssef En-Nesyri , der formåede at heade bolden ned i nettets nederste venstre hjørne.  I anden halvleg blev En-Nesyri sat igennem på mål af Lucas Ocampos, før hans resulterende indsats blev reddet af Ederson . Cole Palmergjorde det til 1-1 i det 63. minut efter at have headet bolden forbi Bounou via et indlæg fra Rodri .  I det 64. minut blev En-Nesyri sat igennem på mål igen af Ocampos, men blev igen afvist af Ederson. Palmer havde også en curling-indsats reddet af Bounou i det 69. minut. Konstant pres fra City førte til sidst til, at Aké fik et hovedstød, ender med at blive vippet af Bounou. Kampen endte 1-1 efter 90 minutter og gik derfor til straffesparkskonkurrence. Da begge hold scorede deres første fire straffe, scorede City-kaptajnen Kyle Walker deres femte straffespark, før Nemanja Gudelj missede det afgørende straffespark for Sevilla ved at ramme overliggeren, hvilket betød, at Manchester City vandt Super Cuppen 5-4 på straffespark.

### Detaljer
| 16. august 2023 Finale |

| Manchester City                                 | 1-1(5-4) (efs.)          | Sevilla                                    |
| ----------------------------------------------- | ------------------------ | ------------------------------------------ |
| Palmer 63'                                      |                          | En-Nesyri 25'                              |
|                                                 | Straffesparkskonkurrence |                                            |
| Haaland - Álvarez - Kovačić - Grealish - Walker | 5-4                      | Ocampos - Mir - Rakitić - Montiel - Gudelj |

| Karaiskakis Stadion, Piræus Tilskuere: 29,207 Dommer: François Lexetier |

| Manchester City |

|GK ||31|| Ederson |- |RB ||2 || Kyle Walker (c) |- |CB ||25|| Manuel Akanji |- |CB ||24|| Joško Gvardiol |- |LB ||6 || Nathan Aké |- |CM ||8 || Mateo Kovačić |- |CM ||16|| Rodri |- |RW ||80|| Cole Palmer || ||  85' |- |AM ||47|| Phil Foden |- |LW ||10|| Jack Grealish |- |CF ||9 || Erling Haaland |- |colspan=3|Udskiftning: |- |GK ||18|| Stefan Ortega |- |GK ||33|| Scott Carson |- |DF ||3 || Rúben Dias |- |DF ||5 || John Stones |- |DF ||14|| Aymeric Laporte |- |DF ||21|| Sergio Gómez |- |DF ||82|| Rico Lewis |- |MF ||4 || Kalvin Phillips |- |MF ||32|| Máximo Perrone |- |MF ||87|| James McAtee |- |FW ||19|| Julián Álvarez || ||  85' |- |FW ||52|| Oscar Bobb |- |colspan=3|Manager: |- |colspan=3| Pep Guardiola |} |valign="top"| |valign="top" width="50%"|
| GK                   | 13 | Yassine Bounou      |     |       |
| RB                   | 16 | Jesús Navas (c)     |     | 83'   |
| CB                   | 22 | Loïc Badé           | 33' |       |
| CB                   | 6  | Nemanja Gudelj      |     |       |
| LB                   | 19 | Marcos Acuña        |     |       |
| CM                   | 8  | Joan Jordán         |     |       |
| CM                   | 10 | Ivan Rakitić        |     |       |
| RW                   | 5  | Lucas Ocampos       |     |       |
| AM                   | 21 | Óliver Torres       |     | 74'   |
| LW                   | 17 | Erik Lamela         | 62' | 90+3' |
| CF                   | 15 | Youssef En-Nesyri   |     | 90+3' |
| Substitutes:         |    |                     |     |       |
| GK                   | 1  | Marko Dmitrović     |     |       |
| DF                   | 2  | Federico Gattoni    |     |       |
| DF                   | 3  | Adrià Pedrosa       |     |       |
| DF                   | 4  | Gonzalo Montiel     |     | 83'   |
| DF                   | 27 | Kike Salas          |     |       |
| MF                   | 18 | Djibril Sow         |     |       |
| MF                   | 24 | Papu Gómez          |     |       |
| MF                   | 26 | Juanlu Sánchez      | 90' | 74'   |
| MF                   | 28 | Manu Bueno          |     |       |
| FW                   | 7  | Suso                |     | 90+3' |
| FW                   | 9  | Rafa Mir            |     | 90+3' |
| FW                   | 11 | Jesús Manuel Corona |     |       |
| Manager:             |    |                     |     |       |
| José Luis Mendilibar |    |                     |     |       |

## Sponsorater
•Lays Chips
•Pepsi
•Playstation
•Just Eat